# Deutsche Effecten- und Wechsel-Beteiligungsgesellschaft
Die Deutsche Effecten- und Wechsel-Beteiligungsgesellschaft AG (kurz: DEWB) ist eine börsennotierte deutsche Venture-Capital-Gesellschaft mit Sitz in Jena. Die Aktie der DEWB ist heute im Freiverkehr gelistet; früher war sie im amtlichen Handel und dann im Entry Standard notiert. Der Fokus der DEWB liegt auf Asset Management und Unternehmen, deren Technologien die künftige Entwicklung der Finanzbranche maßgeblich mitgestalten. Schwerpunkt sind Geschäftsmodelle und Technologie für Kapitalanlage, Vermögensverwaltung sowie deren Vertrieb.

## Geschichte

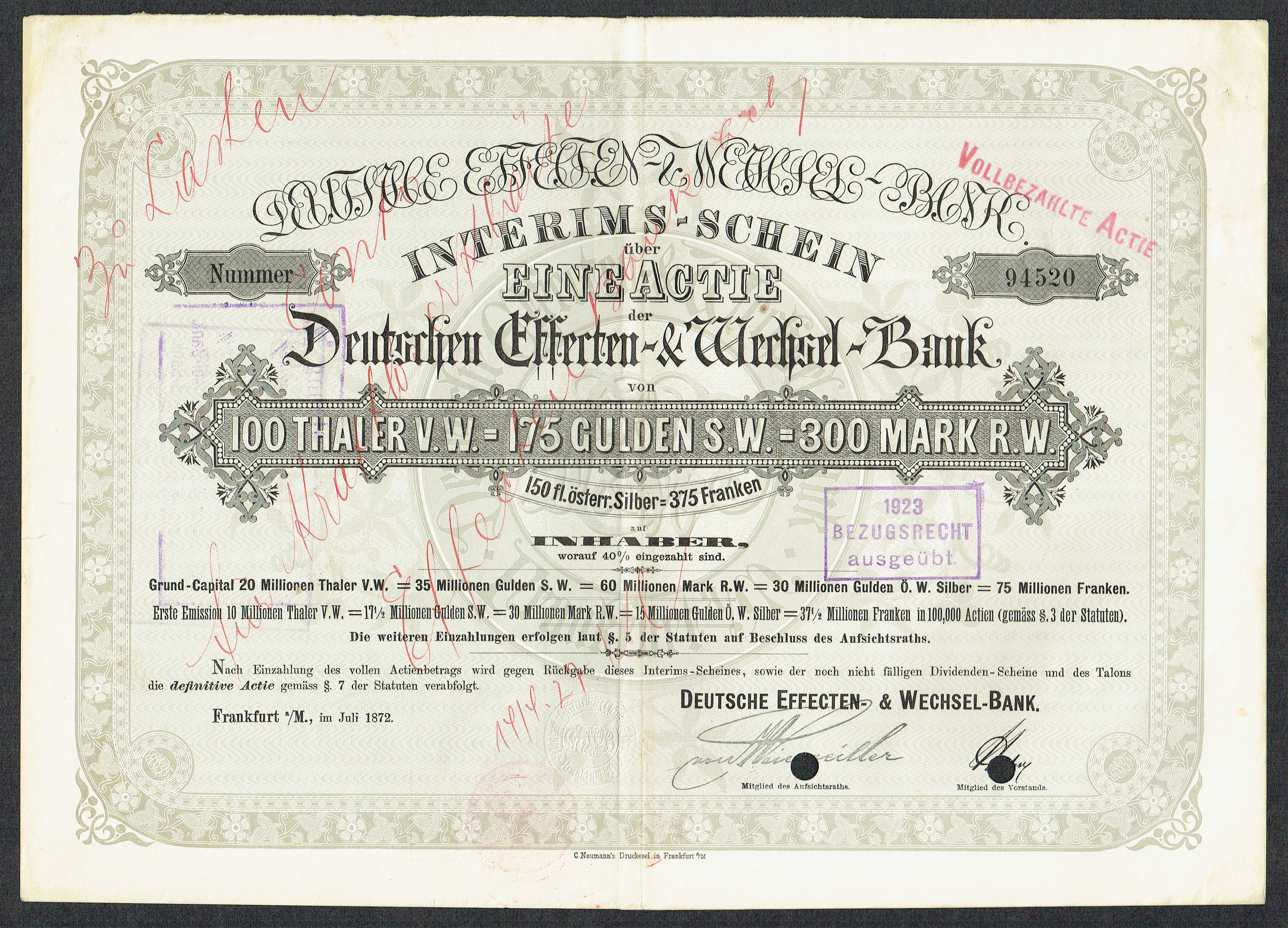
Interims-Schein einer Aktie der Deutschen Effecten- und Wechsel-Bank vom Juli 1872

Die Deutsche Effecten- und Wechsel-Beteiligungsgesellschaft AG hat eine weit über 100-jährige Geschichte. Die Gesellschaft ist hervorgegangen aus dem seit 1821 bestehenden Privatbankhaus L.A. Hahn, Frankfurt am Main (Eintragung ins Handelsregister Dezember 1825). Ab 12. Juni 1872 firmierte das Unternehmen als Deutsche Effecten- und Wechsel-Bank in der Rechtsform einer Aktiengesellschaft. Im selben Jahr war die Bank Gründungsgesellschafter der Dresdner Bank AG, Dresden.

Historisches Kaiser Karree, Kaiserstraße 30 in Frankfurt am Main

Sitz der Deutschen Effecten- und Wechsel-Bank war ab 1906 das Kaiser Karree in der Frankfurter Kaiserstraße. Dieses wurde bei den Luftangriffen auf Frankfurt am Main zerstört und nach dem Ende des Zweiten Weltkrieges wieder aufgebaut. Nach aufwendiger Sanierung in den 1990er Jahren wurde es 1997 an die Commerzbank AG verkauft. Mit ihrem Kredit-, Kontokorrent-, Devisen- und Emissionsgeschäft konzentrierte sich die Bank aus Tradition auf den Finanzplatz Frankfurt. Man verzichtete auf den Ausbau eines eigenen überregionalen Filialnetzes. Zu Beginn des 20. Jahrhunderts beteiligte sich die Deutsche Effecten- und Wechsel-Bank zu diesem Zweck an Privatbanken in west- und südwestdeutschen Industriezentren, unter anderem an den Bankhäusern Siegfried Falk in Düsseldorf, Siegfried Simon in Köln, Schwab, Noelle & Co. in Essen, Friedrich Stern & Co. in Mannheim und Sienold, von Stutternheim & Co. in Wiesbaden. 1925 errichtete die Bank eine Filiale in Berlin, das sich in der Vergangenheit als deutsches Zentrum des Bankwesens etabliert hatte. Im Jahre 1929 erfolgte die Übernahme der Deutschen Vereinsbank AG, Frankfurt am Main. 1938 folgte eine Beteiligung am Bankhaus Friedrich Hengst & Co., Offenbach, das später von der Schweizer Großbank UBS übernommen wurde.
Nach der Machtergreifung der Nationalsozialisten veräußerte die Bankiersfamilie Hahn (L. Albert Hahn) 1936 unter politischem Druck ihre Anteile an der Deutschen Effecten- und Wechsel-Bank an ein Konsortium Berliner Investoren unter Führung der Privatbank Hartog & Cie., Berlin, und schied aus der Verwaltung und dem Gesellschafterkreis aus. Zu diesem Zeitpunkt befand sich die Bank seit Gründung mehrheitlich im Familienbesitz. Der Engländer Sir Max Michaelis, London, früherer Hauptaktionär der Deutsche Vereinsbank AG und mit deren Übernahme Gesellschafter der Deutschen Effecten- und Wechsel-Bank, erwarb im folgenden Jahr die Aktienmehrheit. Die Regierungsinstanzen vermuteten aufgrund der verwandtschaftlichen Beziehung zwischen Michaelis und den Hahns einen weiteren wesentlichen Einfluss der Familie auf die Bank. Die Frankfurter Gauleitung beschloss daraufhin, die Bank durch Verschmelzung mit einem anderen Frankfurter Bankhaus verschwinden zu lassen. Durch internen Widerstand der Bank gelang es, dieses Vorhaben bis zum Zusammenbruch des Dritten Reichs hinauszuzögern und damit zu verhindern. Nach Kriegsende erwarb auch die Gründerfamilie durch L. Albert Hahn, vor seiner Flucht ins Ausland langjähriges Vorstands- (1919–1933) und Aufsichtsratsmitglied (1933–1937 und 1964–1968) der Bank, wieder ein wesentliches Aktienpaket.

Historisches Logo der DEWB (1956–1997)

Am 16. August 1952 wurde die Bockenheimer Depositenkassen der Bank überfallen. Bei dem bewaffneten Bankraub, der als Erster in der deutschen Nachkriegsgeschichte gilt, kamen zwei Angestellte sowie einer der drei Täter ums Leben.
Am 26. Januar 1956 gründete die Deutsche Effecten- und Wechsel-Bank gemeinsam mit 13 weiteren Bankhäusern die Union-Investment-Gesellschaft mbH als dritte deutsche Investmentgesellschaft nach amerikanischem Vorbild. Deren Ziel war es, durch niedrige Stückelung ihrer Anteilsscheine das Investment-Sparen einer breiten Anlegerschaft möglich zu machen.
Im Jahr 1969 wurde das Bankgeschäft von der Deutschen Effecten- und Wechsel-Bank abgespalten und auf die, gemeinsam mit dem englischen Bankhaus S.G. Warburg & Co. Ltd., London, gegründete Effectenbank-Warburg AG übertragen, die 1985 von der Schweizerischen Kreditanstalt, der späteren Credit Suisse, übernommen wurde. Es folgte die Umfirmierung in Deutsche Effecten- und Wechsel-Beteiligungsgesellschaft AG.
1997 erwarb die Jenoptik AG unter Lothar Späth das Unternehmen von der Industriellenfamilie Schuler-Voith als Holding für die Verwertung der nicht-strategischen Beteiligungen der Jenoptik-Gruppe und wandelte sie in eine Risikobeteiligungsgesellschaft um. 2000 wurde der Sitz der Gesellschaft nach Jena verlegt. Nach einer Restrukturierung 2005 erfolgte eine Fokussierung des Beteiligungsgeschäftes auf Photonik und Sensorik.
Mit dem Ausstieg der Jenoptik AG aus dem Aktionärskreis nach zwanzigjähriger Beteiligungszeit im Jahr 2017 erfolgte eine strategische Neuausrichtung der DEWB mit neuem Investitionsfokus auf das Segment Asset Management. Im Folgejahr erwarb die DEWB eine >25%-Beteiligung am Hamburger Asset Manager Lloyd Fonds AG und wurde dessen größter Aktionär. Die Lloyd Fonds AG bildet die Kernbeteiligung in der Investmentstrategie der DEWB. Mit einem Buy and Build-Ansatz beteiligt sich die DEWB darüber hinaus an komplementären Geschäftsmodellen und Technologien für Kapitalanlage, Vermögensverwaltung sowie deren Vertrieb.
Seit 1997 hat die DEWB über 380 Millionen Euro in 60 Unternehmen investiert und bei 40 Unternehmensverkäufen mehr als 465 Millionen Euro erlöst. Die DEWB begleitete bisher acht ihrer Beteiligungsunternehmen an die Börse.

## Abfindungsspekulation 2005/2006
Nach Übernahme der börsennotierten DEWB durch die Industriellenfamilie Voith, wurde im Jahr 1993 ein Beherrschungsvertrag geschlossen. Zu diesem Zeitpunkt waren 99 Prozent der DEWB-Aktien im Besitz der Voiths, ein Prozent (70.000 Aktien) lag im Streubesitz bei Aktionären. Aufgrund des Beherrschungsvertrags war Voith dazu verpflichtet, den ausstehenden Aktionären ein Abfindungsangebot zu unterbreiten. Dieses lag bei 26,51 Euro je Aktie. In einem über zwölf Jahre langen Spruchverfahren vor dem Oberlandesgericht (OLG) Frankfurt am Main wurde der Abfindungs- und Ausgleichsanspruch auf 26,98 Euro erhöht.
Nach Erwerb des Aktienpakets der Voiths durch Jenoptik wandelte diese die DEWB in eine Venture Capital-Gesellschaft um und kündigte 1999 den Beherrschungsvertrag. Im Börsenboom aufgrund des damaligen New-Economy-Hypes waren Beteiligungsgesellschaften von den Anlegern besonders gesucht. Der Börsenkurs der DEWB-Aktie lag weit über dem Abfindungsanspruch, weshalb dieser für die ausstehenden Aktionäre zunächst nicht mehr von Interesse war. Die Jenoptik beschloss aufgrund der hohen Nachfrage nach DEWB-Aktien durch Investoren den Streubesitz zu erhöhen. Das Unternehmen versäumte es jedoch, diese Aktien durch eine zweite Wertpapierkennnummer von den einem Prozent der Aktien unterscheidbar zu machen, die zu diesem Zeitpunkt noch immer abfindungsberechtigt waren.
Nach dem Kursrückgang der Aktie infolge der Marktkorrektur von in der Spitze knapp 100 Euro auf unter 2 Euro, rückte die DEWB-Aktie in den Fokus von Spekulanten, die den Abfindungsanspruch im Auge hatten. Nach mehreren Kapitalerhöhungen war der Streubesitz der DEWB zwischenzeitlich auf über 30 Prozent gestiegen. Eine Unterscheidbarkeit der abfindungsberechtigten Aktien von denen, die nicht abfindungsberechtigt waren, war nicht gegeben.
Ein Aktionär klagte, weil Jenoptik die geforderte Abfindung nicht ohne einen Nachweis zahlen wollte, aus dem hervorging, dass der betreffende Aktionär die Aktien bereits vor Auflösung des Beherrschungsvertrags gehalten hat. Das Thüringer OLG gab in seiner Entscheidung vom 22. Dezember 2004 (AZ 7 U 391/03) dem Aktionär Recht. Das Gericht kehrte die Beweislast um: nicht der Aktionär hatte einen Nachweis zu erbringen, dass seine Aktien abfindungsberechtigt sind, sondern Jenoptik, dass dies nicht der Fall ist. Dieser Nachweis war Jenoptik jedoch nicht möglich. Die Abfindungsspekulation wurde damit erst richtig angeheizt. Der Kurs der Aktie verdreifachte sich innerhalb weniger Monate. Mehrere Tausend Kleinaktionäre hatten nach Ende des Spruchverfahrens vor dem OLG Frankfurt am Main Ansprüche geltend gemacht und forderten von Jenoptik eine Abfindung von 26,98 Euro je Aktie zuzüglich Zinsen. Bei knapp 6 Millionen Aktien, die dies betraf, hätte Jenoptik insgesamt einen dreistelligen Millionenbetrag aufwenden müssen. Dies hätte zu einem immensen wirtschaftlichen Schaden im Unternehmen geführt. Jenoptik legte beim Bundesgerichtshof (BGH) Revision ein.
Mit seinem Urteil vom 8. Mai 2006 beendete der BGH die Abfindungsspekulation und gab der Revision der Jenoptik statt. Der BGH folgte der Beweislastumkehr des Thüringer OLG nicht. Darüber hinaus sah er im Abfindungsanspruch ein originär beim Aktionär entstehendes Recht, das weder in der Aktie verkörpert noch verkehrsfähig ist und damit nicht rechtsgeschäftlich mit der Veräußerung der Aktie übergeht, sondern jeweils neu entsteht. Bei einer Übertragung der Aktie nach dem Ende des Unternehmensvertrags kann der Abfindungsanspruch damit nicht mehr neu erworben werden. Folglich haben DEWB-Aktionäre, die der Jenoptik ihre Aktien angedient haben, zu beweisen, dass sie diese bereits vor der Beendigung des Unternehmensvertrages zwischen der Jenoptik und der DEWB erworben haben. Nach der Entscheidung gab der Kurs der DEWB-Aktie stark nach.

## Beteiligungen
Die DEWB hält fünf operative Beteiligungen an Unternehmen aus den Technologiebereichen Digital Finance sowie Andere.
Digital Finance
- Lloyd Fonds AG, Hamburg
- aifinyo AG, Dresden

- Stableton Finance AG, Zug
- nextmarkets AG, Köln
- LAIC Token 21
- Cashlink Technologies GmbH, Frankfurt
- The NAGA Group AG, Hamburg

Stand: Februar 2022

## Aktionärsstruktur
| Anteil  | Anteilseigner                                              |
| ------- | ---------------------------------------------------------- |
| >20 %   | Von SPSW Capital GmbH, Hamburg, verwaltete Investmentfonds |
| 13 %    | ABAG Aktienmarkt Beteiligungs AG                           |
| 5 %     | Aktionärskreis vormals Börsebius Zentral                   |
| 1 %     | Management-Team                                            |
| <61,0 % | Streubesitz                                                |

Stand: Juni 2018